# Máiréad Carlin
Máiréad Carlin (Derry, Irlanda del Norte — 5 de diciembre de 1988) —formalmente Máiréad Scolard—, es una cantante, actriz y acordeonista irlandesa integrante de la agrupación musical femenina Celtic Woman.

## Inicios y Carrera
Carlin nace el 5 de diciembre de 1988 en la localidad de Derry en Irlanda del Norte.

Derry, mi ciudad natal, es un lugar muy culto y musical, donde quiera que vayas hay siempre música... eso fue especialmente cierto en mi familia... nos sentábamos alrededor del fuego, cantábamos y bebíamos té.
— Máiréad Carlin.

Máiréad comenzó su carrera musical a la edad de 15 años cuando ganó el papel principal de «La Rosa» en la ópera de El Principito de Rachel Portman en la competencia Young Talents de la BBC. Esta presentación fue transmitida por BBC Two y por PBS en Estados Unidos.
Máiréad se entrenó en interpretación vocal en el Trinity Laban Conservatoire of Music and Dance en Londres. Una vez graduada, se le ofreció una beca de postgrado en teatro musical en la Real Academia de Música. Ella rechazó la beca cuando le ofrecieron un contrato con Decca Records. Carlin continuó su entrenamiento musical bajo la tutela de la actriz y cantante británica Mary Hammond y del músico británico Simon Lee.
Desde entonces Máiréad ha actuado para el presidente de Irlanda, interpretado el himno de Irlanda para el rugby internacional Inglaterra-Irlanda, frente a una audiencia televisiva de millones. Ha compartido escenario con agrupaciones musicales como Snow Patrol y The Priests en el concierto de 2013 Sons and Daughters para marcar el año de Derry como Ciudad de la Cultura. También grabó el himno de la Ciudad de la Cultura «Let the River Run» junto al destacado cantante y miembro de la agrupación musical irlandesa Celtic Thunder, Damian McGinty, el sencillo de esta producción fue publicado a mediados de 2014 bajo sus propios sellos discográficos Iris Records y Walled City Records. Carly Simon cantante norteamericana, autora de la composición, se impresionó por la nueva interpretación de Carlin y McGinty llegando a mencionar la enorme emotividad sentida al escuchar la nueva versión y lo orgullosa que se sintió por este hecho, agradeciendo por hacerla sentir orgullosa. Simon invitó a Máiréad y Damian a interpretar en vivo la canción en un concierto a beneficio del grupo Oceana presentado por Hillary Clinton, Ted Danson y Harvey Wenstein.
Máiréad ha recorrido el Reino Unido e Irlanda junto al destacado cantante y compositor Don McLean, incluyendo su participación en un exitoso concierto con entradas agotadas en el Royal Albert Hall. A principios de 2013 debutó con la Orquesta Sinfónica Nacional de Irlanda en la Sala Nacional de Conciertos de la RTÉ TV. Fue también la soprano invitada en la canción«The White Light» compuesta por Ilan Eshkeri para la banda sonora de la película Alan Partridge: Alpha Papa estrenada en 2013.

Un lema que he usado a lo largo de mi carrera — es una cita del galardonado poeta Seamus Heaney— dice: “Canta desde donde viene el canto”, creo que se puede decir mucho de eso.
— Máiréad Carlin.

## Álbum Debut
Después de finalizar sus estudios, Máiréad firmó con Decca Records y grabó su primer álbum llamado «Songbook» (cat. MAI001), lanzado a mediados de 2012. La grabación se llevó a cabo con el acompañamiento instrumental de la Orquesta Filarmónica de Londres en los estudios Air y en los estudios British Grove. Fue mezclado por el ganador del Grammy, el ingeniero Geoff Foster. Carlin describe esta producción y al respecto declara:

Retrata el lado más vulnerable de mi sonido y un período de transición en mi vida donde estaba encontrándome a mi misma. Creo que estaba creciendo a través de este álbum. En cada respiración y en cada nota, hay una historia... créeme.
— Máiréad Carlin.

La producción y distribución del álbum cesó durante unos años hasta que el 6 de mayo de 2016 se volvió a publicar de forma independiente y con un nuevo orden en la lista de canciones.

## Celtic Woman
El 5 de agosto de 2013 el sitio web oficial del grupo anunció la partida de la intregrante Chloë Agnew quien por razones profesionales abandonaría el conjunto para dedicarse a proyectos solistas. Dieciocho días más tarde, el 23 de agosto se anunció que Máiréad tomaría su lugar en la agrupación. Al respecto Carlin declaró sentirse muy contenta y orgullosa de unirse a Celtic Woman, sobre todo porque sería la primera integrante proveniente del norte de Irlanda. También que se siente muy honrada de poder continuar este viaje junto a Susan, Lisa y Máiréad.

## Vida privada
En septiembre de 2016 contrajo matrimonio con Ronan Scolard, cantante y miembro del coro de Celtic Woman.

## Música

### Discografía
- En Solitario
  - «Songbook» — (2012/2016)
  - «Let the River Run» (Single) (con Damian McGinty) — (2014)

- Con Celtic Woman
  - «Celtic Woman: Destiny» — (2015)
  - «Celtic Woman: Voices of Angels» — (2016)
  - «Celtic Woman: Christmas Angels (EP)» — (2016)
  - «Celtic Woman: The Best of Christmas» — (2017)
  - «Celtic Woman: Homecoming - Live from Ireland» — (2018)
  - «Celtic Woman: Ancient Land» — (2018)
  - «Celtic Woman: The Magic of Christmas» — (2019)
  - «Celtic Woman: Celebration» — (2020)

### Videografía
- Con Celtic Woman
  - «Celtic Woman: Destiny - Live In Concert» — (2016)
  - «Celtic Woman: Homecoming - Live from Ireland» — (2018)
  - «Celtic Woman: Ancient Land» — (2018)
  - «Celtic Woman: Celebration» — (2020)